# ドイツにおける政治暴力 (1918–1933)
ドイツでは、帝政の崩壊と共和政の台頭から1918年から1919年のドイツ革命を経て、1933年の選挙でナチ党が政権を握り、1933年に全権委任法が採択され、すべての野党及びナチ党に対する反抗勢力が完全に消滅するまで、大きな政治暴力が繰り広げられた。暴力は、ドイツ義勇軍（時には国と結託していた）のような右翼グループによる暗殺や、ドイツ共産党のような左翼組織との対立によって特徴づけられた。

## ヴァイマル共和政における暴力事件
- ドイツ革命 (1918-1919)
  - キール軍港の反乱（英語版） (1918)
  - 1918年クリスマス危機（英語版） (1918)
  - スパルタクス団蜂起 (1919)
  - ベルリン行進戦（英語版） (1919)
- ドイツ国会議事堂襲撃事件（英語版） (1920)
- カップ一揆 (1920)
- ルール蜂起 (1920)
- 3月の行動（英語版） (1921)
- クーノ・ストライキ（英語版） (1923)
- キュストリン一揆 (1923)
- ハンブルク蜂起（英語版） (1923)
- ミュンヘン一揆 (1923)
- 血のメーデー事件 (1929)
- 血の日曜日事件（英語版） (1932)
- プロイセン・クーデター (1932)
- ドイツ国会議事堂放火事件 (1933)